# IRukojmí
iRukojmí (v nizozemském originále iHostage) je nizozemský film z roku 2025 režiséra Bobbyho Boermanse. Film vychází z útoku pachatele a zajetí rukojmích, ke kterému došlo v roce 2022 v obchodě Apple Store v Amsterdamu.

## Synopse
Děj filmu se odehrává v obchodě Apple Store v centru Amsterdamu, kde dojde k zajetí rukojmího. Pachatel, který má na sobě vestu s výbušninou, vyhrožuje, že se vyhodí do povětří a s ním i budova a rukojmí. V této napjaté situaci se střídají pohledy pachatele, rukojmích a záchranářů, kteří se snaží této potenciální tragédii zabránit.

## Obsazení
| Soufiane Moussouli      | Ammar    |
| Marcel Hensema          | Kees     |
| Loes Haverkort          | Lynn     |
| Louis Talpe             | Winston  |
| Emmanuel Ohene Boafo    | Mingus   |
| Matteo van der Grijn    | Abe      |
| Jasmine Sendar          | Valerie  |
| Thijs Boermans          | Matthijs |
| Everon Jackson Hooi     | Erik     |
| Fockeline Ouwerkerk     | Soof     |
| Roosmarijn van der Hoek | Bente    |
| Robin Boissevain        | Lucas    |
| Admir Šehović           | Ilian    |
| Jouman Fattal           | Rachelle |
| Yasmin Karssing         | Shirley  |
| Ahlaam Teghadouini      | Jihane   |
| Zahra Lfil              | Nour     |
| Eric Corton             | Mark     |
| Jolanda van den Berg    | Karina   |
| Hylke van Sprundel      | Wilko    |
| Keja Klaasje Kwestro    | Sonja    |
| Thirsa van Til          | Maya     |
| Otis Kooman             | Larissa  |
| Siem Geuke              | Justin   |

## Výroba filmu
Film režíroval Bobby Boermans a v rámci produkční společnost Horizon Film Amsterdam jej produkovali Sabine Brian, Boudewijn Rosenmuller a Diederik van Rooijen. Scénář k filmu napsal Simon de Waal a vychází ze skutečné události o přepadení obchodu Apple Store na Leidsepleinu v Amsterdamu v únoru 2022. V únoru 2024 oznámila streamovací služba Netflix přípravu filmu a natáčení započalo v Amsterdamu na jaře 2024. V říjnu 2024 byl oznámen název filmu jako iHostage (iRukojmí). V hlavních rolích se objevili Soufiane Moussouli, Marcel Hensema, Loes Haverkort, Louis Talpe, Everon Jackson Hooi a Thijs Boermans.

## Vydání
První trailer filmu byl zveřejněn 20. března 2025. Celosvětová premiéra se uskutečnila na streamovací službě Netflix dne 18. dubna 2025.